# Castillejo de Martín Viejo
Castillejo de Martín Viejo là một đô thị ở tỉnh Salamanca, phía tây Tây Ban Nha, cộng đồng tự trị Castile-Leon. Đô thị này có cự ly 102 kilômét so với thành phố Salamanca với dân số năm 2008 là 282 người. Đô thị này có diện tích 155,67 km².
Đô thị Castillejo de Martín Viejo nằm trên khu vực có độ cao 672 mét trên mực nước biển.
Mã số bưu chính là 37592.
==Tham khảo==